# تيم فيزه

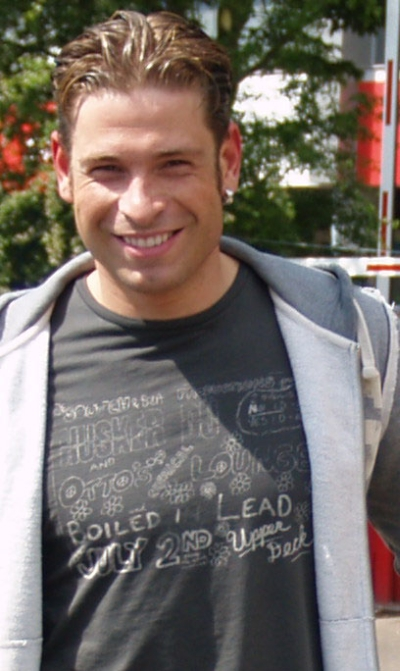
تيم فيسه

تيم فيسه أو تيم فيزه (بالألمانية: Tim Wiese) من مواليد (17 ديسمبر 1981 في بيرغيش غلادباخ) هو لاعب كرة قدم ألماني يلعب بمركز حارس مرمى يتولى حراسة مرمى فريق فيردر بريمين في الدوري الألماني الممتاز من سنة 2005 قادما من نادي كايزرسلوترن.
اختاره المدرب يواخيم لوف ليكون حارسا احتياطيا في منتخب ألمانيا لكرة القدم من سنة 2008.

## روابط خارجية
- تيم فيزه على موقع الاتحاد الدولي (مؤرشف)  (الإنجليزية)
- تيم فيزه على موقع الاتحاد الأوربي (الإنجليزية)
- تيم فيزه على موقع قاعدة بيانات كرة القدم.إي يو (الإنجليزية)
- تيم فيزه على موقع بيانات كرة القدم. دي إي (الألمانية)
- تيم فيزه على موقع ناشيونال فوتبول تيمز (الإنجليزية)
- تيم فيزه على موقع Soccerway.com (الإنجليزية)
- تيم فيزه على موقع عالم كرة القدم.نت (الإنجليزية)
- تيم فيزه على موقع كووورة
- تيم فيزه على موقع CageMatch worker (الإنجليزية)
- تيم فيزه على موقع قاعدة بيانات المصارعة على الإنترنت (الإنجليزية)